# Тушинек-Майорацький
Тушинек-Майорацький (пол. Tuszynek Majoracki) — село в Польщі, у гміні Тушин Лодзький-Східного повіту Лодзинського воєводства.
Населення — 527 осіб (2011).

## Демографія
Демографічна структура станом на 31 березня 2011 року:
|          | Загалом | Допрацездатний вік | Працездатний вік | Постпрацездатний вік |
| -------- | ------- | ------------------ | ---------------- | -------------------- |
| Чоловіки | 272     | 80                 | 172              | 20                   |
| Жінки    | 255     | 58                 | 149              | 48                   |
| Разом    | 527     | 138                | 321              | 68                   |